# 赵卫东 (1961年)
赵卫东（1961年6月—），男，河南偃师人，中华人民共和国政治人物。中央党校函授学院经济管理专业大学学历。曾任天水市政协主席。

## 生平
1979年9月至1981年8月，在天水师专体育专业学习。1981年8月参加工作，进入天水市三中任教。1989年2月进入天水市秦城区税务局工作。1993年4月加入中国共产党。1995年3月，任秦城区国税局局长；2000年11月，任天水市国税局局长；2002年8月，任天水市财政局局长（2000年9月至2003年1月在中央财经大学财政专业研究生班在职学习）；
2007年2月，天水市副市长；2011年10月，任中共天水市委常委、政法委书记；2016年11月，任中共天水市委常委、常务副市长；2018年5月，任中共天水市委副书记；
2020年1月至2021年12月，任天水市政协主席。